# 禁断のテレパシー
「禁断のテレパシー」（きんだんのテレパシー）は、工藤静香のおニャン子クラブ在籍時に発表されたソロ・デビューシングル。1987年8月31日にキャニオン・レコード（現・ポニーキャニオン）から発売された。

## 背景
おニャン子クラブ及びうしろ髪ひかれ隊の一員として活動していた工藤の本格ソロ始動曲。「ソロデビューはうしろ髪結成後に上がってきた話」と、当時のプロデューサーは述べている。
デビュー曲選定で最後まで残っていたもう1曲は「Nice!」（2010年放送 BShi SONGS Premiumでの本人談）。同曲はうしろ髪ひかれ隊のファーストアルバム『うしろ髪ひかれ隊』に収録された。

## 制作
うしろ髪ひかれ隊の楽曲と同様に、作詞を秋元康、作曲は後藤次利が担当した。なお後藤による表題曲の作曲は、1993年発売の20枚目のシングル「あなたしかいないでしょ」まで続いた。

## リリース
1987年8月31日にキャニオン・レコードから、EPレコード・CTの2形態で発売された。ちなみに、今作の発売日は自身がレギュラー出演していたフジテレビ系『夕やけニャンニャン』放送最終回でもあった。
1988年4月29日にポニーキャニオンから、8cmCDとして再発売された。

## 収録曲
- 全作詞：秋元康　作曲・編曲：後藤次利

1. 禁断のテレパシー [3:45]
  - フジテレビ系『月曜ドラマランド』エンディングテーマ
2. 愛が痛い夜 [4:03]
  - 次作「Again」（マキシシングル）にも収録されている[2]。

## 収録アルバム
オリジナル
- 『ミステリアス』（#1）

ベスト
- 『gradation』（#1、#2）
- 『Super Best』（#1）
- 『ミレニアム・ベスト』（#1）
- 『Shizuka Kudo 20th Anniversary the Best』（#1）
″Vocal New Version″ と題した再録音バージョン。
- 『unlimited』（#1）
- 『20th Anniversary B-side collection』（#2）
- 『おニャン子クラブA面コレクション Vol.5』（#1）
- 『おニャン子クラブB面コレクション Vol.5』（#2）

## 片瀬那奈によるカヴァー
片瀬那奈の6枚目のシングルとして、2004年3月31日に発売された。アレンジは平田祥一郎が担当。同年4月21日発売のアルバム『EXTENDED』に収録されている。

### 収録曲
1. 禁断のテレパシー
2. 禁断のテレパシー (Extended Dance Mix)
3. 禁断のテレパシー（Instrumental）